# HEAT -灼熱-
『HEAT-灼熱-』（ヒート しゃくねつ）は、武論尊原作、池上遼一作画の日本の漫画作品。1998年から2004年まで『ビッグコミックスペリオール』（小学館）に連載されていた。単行本は全17巻（小学館ビッグコミックス）。2004年2月に映画化された。第47回（平成13年度）小学館漫画賞受賞。

## 漫画

### ストーリー
新宿歌舞伎町に突然現れた男、唐沢辰巳。わずか2日でホストクラブを乗っ取り、警察や暴力団、そして外国マフィアをも相手に立ち向かう唐沢は、次第に周りの人々を惹きつけて行く。

### 登場人物
唐沢 辰巳（からさわ たつみ）
主人公。ホストクラブ『新宿租界』オーナー。祖父は大城金吾。背中に鶴の刺青を持つ。「気に入らないヤツは殴る」「損得ではなく好き嫌いで動く」など独自の信条を持ち、その芯の通った生き様に惹かれる者も多い。少年時代はアメリカで過ごし、新宿に現れる前はアメリカでロシアン・マフィアを1人で壊滅させていた。旅行中に中谷里見(後述)を助けた影響で恋に落ち、後に結婚。第13巻で金(キム)たちを守れなかった影響によるショックで警察に自首、約5年間、刑務所ですごしていたこともある。一時期髪型を変えていた。
伊丹（いたみ）
闇金融『伊丹商事』社長。現役の東大生。無担保で金を借りに来た唐沢と出会い、やがて資金援助を担当するようになる。ハッキングに長け、情報収集を得意とする。一時歌舞伎町を牛耳って唐沢と敵対するようになるが、後に和解して再び行動を共にするようになる。
金（キム）
日本人の父親と韓国人の母親を持つ在日韓国人で、『新宿租界』の支配人。伊丹のボディーガードだったが、無担保で金を借りに来た唐沢を撃退しようとして返り討ちにされたことをきっかけに唐沢の盟友となる()。新副署長の仲間達によって殺される(第12巻)。
タン
『新宿租界』のホスト。元・広東の組織の一員だったが、『新宿租界』乗っ取りの際のトラブルが縁で唐沢の元へ。レイモンド・タオとの抗争時に病院に居る唐沢を狙った刺客たちに頚動脈を切られるも、気力を振り絞り自らの命と引き換えに唐沢を守る。その最期は刺客と共に手榴弾で爆死するというものだった(第8巻)。
羅（ロー）
広東の組織のボス。『新宿租界』乗っ取りのトラブルに乗じてボスを殺害し、新たなボスとなる。唐沢の盟友だったが、今泉の死後に配属された新副署長(後述)に射殺される(第12巻)。
林（リン）
台湾の組織のボス。在日台湾人。左目の方に疵のある巨漢。唐沢の盟友であったが、羅の死後に家族を傷つけられて以来、唐沢を裏切り、対立することとなる(第12巻)。最期は石倉にこめかみを撃たれて死亡(第15巻)。
ハン
韓国の組織のボス。唐沢を裏切り、父親であるハン先生から追放された。
村雨（むらさめ）
広域暴力団「関西山王会」関東総本部長。組のナンバー4。「村雨組」組長。長髪に眼鏡の男。唐沢のライバルにして、心が通じ合った仲でもある。尾形市造の妻・佳乃にほれた影響で尾形市造を殺そうとしたこともある。第14巻で何者かによって殺される。山王会は池上遼一の代表作の一つ『サンクチュアリ』(史村翔(武論尊の別名義)原作)にも登場する。
藤巻（ふじまき）
「関西山王会」総本部長。組のナンバー3。48歳。「藤巻組」組長。13歳から山王会構成員になったことが発覚(第4巻)。武闘派の巨漢で荒っぽい性格だが、子分想いの人情家でもあり、それが藤巻組の結束力の源ともなっている。一時期は唐沢と対立するも、歌舞伎町での偵察を経て次第に唐沢と距離を縮めてゆき、やがて唐沢とは盟友となる。ダンテと伊丹の歌舞伎町支配によって勢いはすっかり衰え、癌に患かってしまったが、唐沢の復活によって勢いを取り戻す。ロリコンだが、最終的にはダンテの側近であった金髪美女アンジェラと結ばれる。勝男(後述)の義父でもある。
石倉 義信（いしくら よしのぶ）
「関西山王会」四代目代行。組のナンバー2。「石倉組」組長。額にほくろがある。山王会会長の座を巡って藤巻・村雨と対決するも、レイモンド・タオ(後述)との戦いを経て、息子のクーリー・タオの補佐役として海南商事を支えていくこととなる。極道らしい冷酷さをもつ一方で妻子持ちの善良な家庭人でもあり、実子の京介を大切に想っている。だが、それが弱点となって人質に取られたこともある。
尾形 市造（おがた いちぞう）
「関西山王会」四代目会長。尾形佳乃(後述)の夫でもある。佳乃から認められなくなり自殺する。
栗木（くりき）
東新宿署署長。出世するために裏社会と繋がりを持つ。唐沢に妻を寝取られたことに激怒し(第1巻)、「関西山王会」を使って唐沢を潰そうとする。しかし次第に唐沢という人間を知るようになり、後に彼とは盟友となる。
中谷 里見（なかたに さとみ）
唐沢の女。この作品の2代目ヒロイン。理恵という妹がいるが理恵が12歳のときにある事件をきっかけに自殺してしまう(第5巻)。後に結婚。17巻で唐沢と里見の間に子供が生まれた。
クーリー・タオ
レイモンドの息子。人間らしい感情を教わらず、冷酷な殺人マシーンとしてレイモンドの足として働いていた。唐沢や里見との出会いを経て人間らしさを取り戻していく。実父であるレイモンドと無理心中しようとした。
レイモンド・タオ
クーリーの実父。実は日本人で、本名「溝上利雄」。トミ子という妹がいる。元日本軍人で、黒龍族のボスでもある。本物のレイモンドを殺し、彼に成り代わった。息子のクーリー・タオが生まれたのは予想外であり、父親としての情を持っていなかったが最終的には親子愛に目覚め、タオを助けて自ら命を絶つ(第10巻)。
八木沢 涼 （やぎさわ りょう）
今泉の死後に配属された新副署長。羅を射殺した犯人でもある。17歳の少年有動界と手を結ぶが、後に裏切る。16～17歳のときに父親の目の前で強姦されたことがある。最期は有動によって射殺される(第13巻)。
城島 陸（じょうじま たかし）
東京都副都知事。35歳(第10巻)。最初は敵だったが、後に唐沢の仲間になる。美樹という妹がいる。
勝男（かつお）
藤巻の義理の息子で、藤巻組構成員でもある。養父(藤巻)に絶対的な情愛を抱いている。ある事件をきっかけに村雨を殺そうとしたこともある。
進藤 優香（しんどう ゆうか）
初代ヒロイン。唐沢にプロポーズしたことがある。一回だけ、唐沢に敵と間違われ、首を絞められたことがある。
尾形 佳乃（おがた よしの）
尾形市造の妻であり村雨の妻でもある。一時期、四代目代行を務めていたこともある(第10巻)。
進藤 千代（しんどう ちよ）
進藤優香の祖母。唐沢に鶴の刺青を入れた人物。
春麗（はるか）
勝男の妻。13歳(第6巻で14歳になる)。第10巻で放火の影響で死にかけたことがある。
大城 金吾（おおしろ きんご）
唐沢の祖父。第二次世界大戦中、沖縄に上陸してきたアメリカ兵を素手で倒したり(第3巻)、やくざ同士の抗争を1人で止めた上、抗争を起こした者全員を鮫のえさにして皆殺しにしようとしたこともあるほどの人物。進藤千代の恋人だったこともある。
大城 琉介（おおしろ りゅうすけ）
唐沢の実父。沖縄復帰前に渡り、弁護士になる。銃の乱射による有色人種殺害事件の犯人である白人青年を弁護せざるを得ない状況に追い込まれ、壮絶な解決策を選択する。「義のなき信念は無に等しい」という言葉を息子に贈る。
中谷 健作（なかたに けんさく）
里美の実父。第5巻で交通事故で死亡したと思われたが、実は生きていることが発覚(第17巻)。
海崎元一郎（かいざき げんいちろう）
表向きは政治経済研究所の開設者だが、莫大な闇の資金を所有し、政財界や裏社会に影響力を持つ60-70代の男性。日本をおかしくした「膿(うみ)」のような男。唐沢からは「おのれの欲望のために、他人の「義」を平気で喰らう」と評された。異常な性欲を持ち、その報いとして中谷里見より制裁を受ける。刑務所から出た彼女に復讐しようとする。

## 映画
2004年に劇場公開作品がPart.IとPart.IIの2作品製作されている。

### 出演
- 唐沢辰巳：笠原紳司
- キム：吉岡毅志
- 石倉義信：白竜
- 村雨：宇梶剛士
- 栗木：遠藤憲一
- 藤巻：菅田俊
- 羅：寺島進
- 進藤優香：岡田めぐみ
- 朴新子：勝村美香
- 伊丹：袴田吉彦
- 井崎：宮本大誠
- 尾形市造：浜田晃
- グェン：やべきょうすけ
- 修二：上野潤
- 巨漢のタン：もてき弘二
- 慎吾：上野裕馬
- 進藤千代：大方斐紗子
- マリア：蒼井そら
- 麗華：後藤麻衣
- ウォン：モク・ワイマン
- 朴：森羅万象
- 忠安：与座重理久
- 広東人経営者：山本竜二
- 栗木奈津子：時任歩
- 和子：速水今日子
- 尾形佳乃：亀谷さやか
- 中国人：中野裕斗
- ホスト：鈴木啓太
- 警官：武田秀臣
- 藤巻組員：西原亮

### スタッフ
- 原作：武論尊
- 漫画：池上遼一
- 原案協力：大島誠、赤名英之（小学館「隔週刊ビッグコミックスペリオール」編集部）
- 企画：谷口則之、大谷晴康
- プロデューサー：酒井陽郎、佐藤敏宏
- アソシエイトプロデューサー：林由恵
- 監督：横井健司
- 助監督：中村章
- 脚本：伊藤秀裕、江良至
- 撮影：今井裕二
- 照明：内原真也
- 録音：沼田和夫
- 音響効果：丹雄二
- 編集：太田義則
- 美術：塩田仁
- 音楽：O.N.O
- 主題歌：THA BLUE HERB「MY HEAT」
- 音楽プロデューサー：千石一成
- 音楽協力：遠藤浩二
- 制作プロダクション：エクセレントフィルム

### HEAT-灼熱- 製作委員会
- カルチュア・パブリッシャーズ
- 小学館（中村隆宏、粂田昌志、後藤昌弘、志波秀宇、秋本輝夫、杉山千絵、石橋嘉仁、相澤弘、森田康夫）
- ケイエスエス(配給)
- 日テレ
- バイオタイド
- クライムミュージックエンタテインメント
- エクセレントフィルム